# 2e cérémonie des Magritte du cinéma
La 2e cérémonie des Magritte du cinéma, récompensant les films sortis entre le 16 octobre 2010 et le 15 octobre 2011, s'est déroulée le 4 février 2012 au Square, à Bruxelles.
Bertrand Tavernier en était le président, et la maître de cérémonie était Helena Noguerra, qui avait déjà présenté les Magritte en 2011. Cette édition est également diffusée en direct et en clair sur BeTV.
Les nominations ont été annoncées le 10 janvier 2012.

## Palmarès

### Meilleur film
- Les Géants de Bouli Lanners
  - Beyond the Steppes de Vanja d'Alcantara
  - La Fée de Dominique Abel, Fiona Gordon et Bruno Romy
  - Le Gamin au vélo de Jean-Pierre et Luc Dardenne

### Meilleur réalisateur
- Bouli Lanners pour Les Géants
  - Dominique Abel, Fiona Gordon et Bruno Romy pour La Fée
  - Jean-Pierre et Luc Dardenne pour Le Gamin au vélo
  - Sam Garbarski pour Quartier lointain

### Meilleur film flamand en coproduction
- Tête de bœuf (Rundskop)
  - Hasta la vista
  - Pulsar
  - Smoorverliefd
  - Soudain, le 22 mai (22 mei)

### Meilleur film étranger en coproduction
- Les Émotifs anonymes
  - Un homme qui crie
  - Potiche
  - Route Irish

### Meilleur scénario original ou adaptation
- Tête de bœuf (Rundskop) – Michaël R. Roskam
  - Les Émotifs anonymes – Philippe Blasband
  - Le Gamin au vélo – Jean-Pierre et Luc Dardenne
  - Les Géants – Bouli Lanners et Élise Ancion

### Meilleur acteur
- Matthias Schoenaerts pour le rôle de Jacky Vanmarsenille dans Tête de bœuf (Rundskop)
  - Dominique Abel pour le rôle de Dom dans La Fée
  - Benoît Poelvoorde pour le rôle de Jean-René dans Les Émotifs anonymes
  - Jonathan Zaccaï pour le rôle de Bruno Verniaz dans Quartier lointain

### Meilleure actrice
- Lubna Azabal pour le rôle de Nawal Marwan dans Incendies
  - Isabelle de Hertogh pour le rôle de Claude dans Hasta la vista
  - Cécile de France pour le rôle de Samantha dans Le Gamin au vélo
  - Yolande Moreau pour le rôle de Rose dans Où va la nuit

### Meilleur acteur dans un second rôle
- Jérémie Renier pour le rôle de Laurent dans Potiche
  - Laurent Capelluto pour le rôle de Denis dans Où va la nuit
  - Bouli Lanners pour le rôle de Monsieur Vidal dans Kill Me Please
  - Didier Toupy pour le rôle de Bœuf dans Les Géants

### Meilleure actrice dans un second rôle
- Gwen Berrou pour le rôle de Martha dans Les Géants
  - Virginie Efira pour le rôle de Evrard dans Kill Me Please
  - Marie Kremer pour le rôle de Jessica dans Légitime Défense
  - Tania Garbarski pour le rôle de Nelly dans Quartier lointain

### Meilleur espoir masculin
- Thomas Doret pour le rôle de Cyril dans Le Gamin au vélo
  - Romain David pour le rôle de Da Maggio dans Noir Océan
  - David Murgia pour le rôle de Jonge Bruno Schepers dans Tête de bœuf (Rundskop)
  - Martin Nissen pour le rôle de Seth dans Les Géants

### Meilleur espoir féminin
- Erika Sainte pour le rôle de Laura dans Elle ne pleure pas, elle chante
  - Stéphanie Crayencour pour le rôle de Marie Van Verten dans Les Mythos
  - Jeanne Dandoy pour le rôle de Lucia Schepers dans Tête de bœuf (Rundskop)
  - Hande Kodja pour le rôle de Marieke dans Marieke, Marieke

### Meilleure image
- Les Géants – Jean-Paul De Zaeytijd
  - Tête de bœuf (Rundskop) – Nicolas Karakatsanis
  - Le Gamin au vélo – Alain Marcoen

### Meilleur son
- La Fée – Emmanuel de Boissieu, Fred Meert, Hélène Lamy-Au-Rousseau
  - Les Géants – Marc Bastien et Thomas Gauder
  - Tête de bœuf (Rundskop) – Benoît De Clerck, Yves De Mey, Quentin Collette, Christine Verschorren et Benoît Biral

### Meilleurs décors
- Quartier lointain – Véronique Sacrez
  - La Meute – Eugénie Collet et Florence Vercheval
  - Le Gamin au vélo – Igor Gabriel
  - Les Géants – Paul Rouschop

### Meilleurs costumes
- La Fée – Claire Dubien
  - Les Géants – Élise Ancion
  - Quartier lointain – Florence Scholtes

### Meilleure musique originale
- Les Géants – Bram Van Parys
  - Tête de bœuf (Rundskop) – Raf Keunen
  - Krach – Frédéric Vercheval

### Meilleur montage
- Tête de bœuf (Rundskop) – Alain Dessauvage
  - Le Gamin au vélo – Marie-Hélène Dozo
  - Les Géants – Ewin Ryckaert

### Meilleur court-métrage
- Dimanches de Valéry Rosier
  - Dos au mur de Miklos Keleti
  - Mauvaise Lune de Méryl Fortunat-Rossi et Xavier Seron
  - La Version du loup de Raphaël Balboni et Ann Sirot

### Meilleur documentaire
- LoveMEATender de Manu Coeman
  - L'Été de Giacomo (L'estate de Giacomo) d'Alessandro Comodin
  - Fritkot de Manuel Poutte
  - Sous la main de l'autre de Vincent Detours et Dominique Henry

### Magritte d'honneur
- Nathalie Baye

### Prix du public
- Virginie Efira

## Récompenses et nominations multiples

### Nominations multiples
12 : Les Géants
9 : Tête de bœuf (Rundskop)
8 : Le Gamin au vélo
5 : La Fée - Quartier lointain
3 : Les Émotifs anonymes
2 : Potiche - Hasta la vista - Où va la nuit - Kill Me Please

### Récompenses multiples
5 / 12 : Les Géants
4 / 9 : Tête de bœuf (Rundskop)
2 / 5 : La Fée